# Paolo Cascini
Paolo Cascini ist ein italienischer Mathematiker, der sich mit Algebraischer Geometrie befasst.
Cascini studierte an der Universität Florenz mit dem Master-Abschluss 2000. Er wurde 2004 bei Fjodor Bogomolow am Courant Institute der New York University promoviert (On the Subsheaves of the Cotangent Bundles). Dort erhielt er auch 2002 seinen Master-Abschluss. 2004 wurde er Visiting Assistant Professor und 2007 Assistant Professor an der University of California, Santa Barbara. Er ist Professor am Imperial College London.
Er befasst sich mit dem Programm minimaler Modelle in der birationalen Klassifikation höherdimensionaler algebraischer Varietäten. Mit Christopher Hacon, James McKernan und Caucher Birkar gelangen ihm Fortschritte bei der Klassifikation von Varietäten allgemeinen Typs im Rahmen des Minimal-Modell-Programms, wofür alle vier 2016 den AMS E. H. Moore Research Article Prize erhielten. Außerdem befasst er sich mit Kähler-Mannigfaltigkeiten.
2008 war er Sloan Research Fellow. 2005 erhielt er den Wilhelm Magnus Preis des Courant Institute.

## Schriften (Auswahl)
- mit F. Bogomolov, B. de Oliveira: Singularities on Complete Algebraic Varieties, Central European Journal of Math., Band 4, 2006, S. 194–208.
- Rational curves on complex manifolds, Milan J. of Math., Band 81, 2013, S. 291–315.
- mit V. Lazić:  The Minimal Model Program Revisited, in: Contributions to Algebraic Geometry, EMS Publishing House, 2012, S. 169–187.
- mit V. Lazic:  New outlook on the Minimal Model Program, I, Duke Math. Journal, Band 161, 2012, S. 2415–2467.
- mit Caucher Birkar, Christopher Hacon, James McKernan: Existence of minimal models for varieties of log general type, Journal of the American Mathematical Society, Band 23, 2010, S. 405–468
- mit H. Tanaka, C. Xu: On base point freeness in positive characteristic, Annales Scientifique Ecole Normale Superieure, Band 48, 2015, S. 1239–1272